# 象山县第一人民医院
象山县第一人民医院，又称宁波市第四医院、浙江大学医学院附属第一医院象山分院，是位于中国浙江省宁波市象山县的一所公立综合性医院，前身为1938年成立的象山县公立医院，1940年象山县卫生院成立，1941年象山县公立医院并入象山县卫生院，1950年更名为象山县人民政府卫生院，1956年成立象山县人民医院，1958年宁海县并入象山县，改称象山县人民医院第一分院，1962年象山、宁海分治后恢复原名，1979年更名为象山县第一人民医院，2003年迁入现址:2159-2160，2012年增挂宁波市第四医院牌子，2021年浙江大学医学院附属第一医院达成合作，挂牌浙江大学医学院附属第一医院象山分院，为三级乙等医院，为象山县第一人民医院医疗健康集团总院。